# Chiến tranh Tống – Khiết Đan (1004–1005)
Chiến tranh Tống-Khiết Đan còn được gọi là Chiến tranh Tống-Liêu (1004 - 1005) chỉ các cuộc giao tranh giữa quân đội Bắc Tống và Khiết Đan trong năm 1004 ở khu vực phía bắc sông Hoàng Hà. Cuộc chiến tranh này do Liêu chủ động khai chiến nhằm thu phục các quận ở phía nam Ngõa Kiều quan mà Hậu Chu Thế Tông chiếm được khi xưa. Tống Chân Tông được sự khuyến khích của tể tướng Khấu Chuẩn, đích thân ra Hà Bắc đốc thúc quân sĩ; quân Tống lên tinh thần và đánh bại quân Khiết Đan, giết tướng Tiêu Thát Lãm. Sau trận đánh này, hai nước ký kết hòa ước Thiền Uyên, bắt đầu 100 năm không có chiến tranh giữa hai miền.

## Bối cảnh
Năm 916, thủ lĩnh tộc Khiết Đan là Gia Luật A Bảo Cơ tự xưng là hoàng đế, lập ra Khiết Đan quốc; tháng 2 năm 947 thì đổi tên thành Đại Liêu. Khi đó, thực lực của Khiết Đan phát triển lớn mạnh, uy hiếp đến lãnh thổ Trung Quốc đang chia năm xẻ bảy. Năm 936, vì giúp binh lực cho tiết độ sứ Hà Đông là Thạch Kính Đường giành ngôi nhà Hậu Đường dựng nhà Hậu Tấn, vua Liêu được Kính Đường cắt đất 16 châu Yến, Vân. Bờ cõi nước Liêu được mở rộng đáng kể về phía nam, thường xuyên uy hiếp các triều đình trung nguyên.
Năm 959, Hậu Chu Thế Tông phát động Bắc phạt đánh Liêu, thu phục Ích Luật quan, Ngõa Kiều quan, Mạc châu, Doanh châu; thậm chí còn có ý định tiến lên khôi phục Yên, Vân. Tuy nhiên do Thế Tông bị bệnh phải lui về nam (rồi qua đời). Năm 960, Triệu Khuông Dận cướp ngôi Hậu Chu, lập ra Bắc Tống. Tống Thái Tổ đưa quân tiêu diệt hết các chính quyền ở Hoa Nam, về căn bản đã thống nhất được Trung Quốc, đến năm 976 khi Thái Tổ qua đời, chỉ còn có thế lực Bắc Hán là tồn tại độc lập dưới sự viện trợ của Liêu. Năm 979, Tống Thái Tông diệt Bắc Hán, đánh bại viện quân Liêu tại Bạch Mã Lĩnh. Quân Tống thừa thắng tiến công U châu; các tướng Liêu hợp quân kháng cự mãnh liệt, quân Tống thua thảm ở Cao Lương, Tống Thái Tông suýt nữa là bị bắt.
Năm 982, Hoàng tử nước Liêu Gia Luật Long Tự lên ngôi hoàng đế, đại quyền nằm trong tay Tiêu thái hậu. Trong thời gian chấp chính, Tiêu thái hậu đổi tên nước thành Khiết Đan như cũ, tiến hành một loạt cải cách trên các lĩnh vực nông, công, thương và xã hội, nước Khiết Đan phát triển cường thịnh. Năm 986, Tống Thái Tông lại tiến hành bắc phạt, song không thu được kết quả. Sau khi Thái Tông qua đời, Chân Tông lên ngôi, Khiết Đan nhân cơ hội gây hấn. Cuối năm 999, quân Khiết Đan nam hạ, tấn công hai châu Trấn, Định. Tống Chân Tông hạ lệnh thân chính, đến phủ Đại Danh úy lạo tướng sĩ; quân Khiết Đan phải lui. Đến mùa đông năm 1000, Khiết Đan lại nam hạ, bị tướng Tống Dương Diên Chiêu đánh bại. Khiết Đan vẫn không từ bỏ ý định, đến năm 1004 quyết định đánh Tống một lần nữa, mục tiêu là thu phục lại các huyện phía nam Ngõa Kiều quan.

## Diễn biến

### Khiết Đan nam hạ
Mùa thu tháng 9 nhuận năm 1004, vua Liêu Thánh Tông và Tiêu thái hậu suất đại quân 200.000 người đến Nam Kinh, lệnh cho Sở vương Gia Luật Long Hựu trấn giữ kinh sư. Quân Liêu cướp bóc ở hai quận Uy Lỗ, Thuận An của nhà Tống. Tướng Tống là Ngụy Năng, Thạch Phổ ra ứng chiến, bị quân Liêu đánh bại. Quân Liêu tiến sang trại Bắc Bình và Bảo châu, song chưa thành công.
Sau đó, tướng Liêu là Tiêu Thát Lãm tiến công Toại Thành, bắt giữ Tiết độ sứ Thiên Hùng của Tống là Vương Tiên Tri. Tiêu thái hậu được tin thắng trận, liền cùng Liêu Thánh Tông, Hàn Đức Nhượng đích thân suất quân Liêu tấn công Định châu, bắt sống tướng Tống giữ chức quan sát sứ Vân châu là Vương Kế Trung. Tướng Tống giữ Định châu là Vương Siêu đóng cửa thành cố thủ. Sau khi từ chối hàng Liêu, Vương Kế Trung bị quân Liêu xử tử.
Tin bại trận lũ lượt bay về Biện Kinh, cả triều đình nhà Tống bàng hoàng. Trước kia khi quân Tống đẩy lui quân Khiết Đan ở Uy Lỗ, Khả Lâm, An Thuận, Định châu; vua Khiết Đan sai sứ đến chỗ Thạch Phổ ở Mạc châu, xin được hòa nghị. Chân Tông sai Tào Lợi Dụng cầm quốc thư đến trại Liêu. Tuy nhiên giữa đường thì người Khiết Đan đổi ý, tiến công Đức Thanh quân, Ký châu, Đàn châu. Cả triều đình nhà Tống chấn động. Quân Khiết Đan tiến đến Thiền châu, cửa ngõ vào thành Biện Kinh.

### Vua Tống thân chinh
Ở triều đình nhà Tống, tể tướng Khấu Chuẩn chủ chiến, tể tướng Tất Sĩ An và Tham chính Vương Khâm Nhược chủ hòa. Tống Chân Tông đích thân đến phủ Khấu Chuẩn hỏi ý kiến, Khấu Chuẩn xin nhà vua đích thân ra trận, đốc thúc quân sĩ. Chân Tông sợ phải ra trận, dùng dằng không muốn đi. Tất Sĩ An lại đổi ý, cũng đến khuyên vua ra trận; trong khi Vương Khâm Nhược bàn nên dời đô về Kim Lăng, Trần Nghiêu Tẩu khuyên nên dời đô về Ích châu. Khấu Chuẩn biết tin, đòi chém những kẻ nghị hòa, xin Chân Tông thân chinh. Chân Tông vờ tỏ ý bằng lòng, sau đó Khấu Chuẩn ép Vương Khâm Nhược ra Thiên Hùng quân đốc sư kháng địch.
Tháng 11 ÂL, quân Liêu bị quân Tống đánh bại ở Sóc châu. Lúc này đại quân của Liêu tập trung tại Doanh châu. Hai tướng Tiêu Thát Lãm, Tiêu Quan Âm Nô suất quân đánh Kì châu, Tiêu thái hậu đích thân chỉ huy đại quân hỗ trợ, tiến đánh Ký châu, Bối châu. Quân Liêu còn công phá Đức Thanh, ba mặt bao vây Thiền châu.
Lúc này quân Liêu đánh mạnh vào Thiền châu của nhà Tống. Tướng giữ thành Lý Kế Long biết Tiêu Thát Lãm đến cướp trại, bèn cho quân mai phục bốn phía, Thát Lãm quả nhiên trúng kế và bị trúng tên của tướng Tống là Trương Hoàn, tử trận. Lúc này Tống Chân Tông đang ngự giá ra Hà Bắc, có kẻ tả hữu khuyên nên lui về Kim Lăng, Chân Tông đã định nghe theo, nhưng bởi có Khấu Chuẩn một mực khuyên can, đành thôi. Khấu Chuẩn lại cùng Cao Quỳnh liên danh đề nghị nhà vua vượt sông, ra Hà Bắc khích lệ tướng sĩ. Chân Tông đồng tình. Có kẻ tả hữu dâng áo lông cừu, Chân Tông từ chối, bảo đem cho tướng sĩ ngoài sa trường. Quân Tống nghe được, rất phấn khích, càng đánh càng hăng. Chân Tông được Cao Quỳnh hộ giá, vượt sông đến phía bắc Thiền châu, ngự trên thành lâu, quân sĩ gặp được vua, hô to vạn tuế, tiếng la vang cả chục dặm, đến trại Khiết Đan. Tiêu thái hậu nghe tin, sai quân đến đánh thành hòng tóm Chân Tông. Chân Tông sai sứ đến quan sát, thấy Khấu Chuẩn vẫn bình thản uống rượu, mới tỏ ra yên tâm hơn. Khấu Chuẩn mở cổng thành nghênh chiến, giết hơn một nửa quân Khiết Đan, số quân còn lại buộc phải tháo chạy.

### Hòa ước Thiền Uyên
Khi đó Tào Lợi Dụng cùng sứ Khiết Đan tới trại, sứ yêu cầu trả lại Quan Nam thì có thể nghị hòa. Khấu Chuẩn vào tâu, nói rằng quân ta đang thắng lớn, cứ buộc Khiết Đan trả lại Yên, Vân; dâng biểu xưng thần rồi mới cho hòa. Tống Chân Tông chán nản việc binh đao nên không muốn theo kế đó, sai Tào Lợi Dụng đi sứ, chỉ dặn không được cắt đất, còn tiền bạc thì sao cũng được, Khấu Chuẩn đòi không được quá 30 vạn. Tào Lợi Dụng vào yết kiến Tiêu thái hậu, phía Khiết Đan đòi Tống trả lại Quan Nam. Sau nhiều lần thương nghị, vào mùa xuân giữa tháng 1 năm 1005, hai bên định ra nội dung hòa ước như sau
1. Biên giới hai nước để như trước.
2. Tống chủ xưng là anh, Khiết Đan chủ xưng là em. Tống Chân Tông dùng lễ thúc mẫu đối với Tiêu thái hậu.
3. Mỗi năm Tống tặng cho Khiết Đan 10 vạn lạng bạc, 20 vạn xúc lụa.

Đây gọi là bản hòa ước Thiền Uyên. Sau hòa ước này, hai nước không phát sinh chiến tranh trong hơn 100 năm.

## Đánh giá về hòa nghị
Nhiều người về sau nhận định hòa ước Thiền Uyên là bản hòa ước bất bình đẳng, khi bên thắng trận là Tống phải chịu nộp tiền cho Khiết Đan, tuy nhiên người đương thời chưa hẳn đã nghĩ như vậy. Tể tướng triều Tống là Phú Bật cho rằng, nếu không xuất tiền mỗi năm cho Liêu, thì chi phí dùng cho chiến tranh còn tốn kém gấp hàng chục lần; đó cũng là tư tưởng chung của số đông quan lại Đại Tống khi đó: "Thiền Uyên chi minh, không phải là thất sách". Vả lại kinh tế nước Tống khi đó phát triển, số tiền cống nạp thực chất không ảnh hưởng nhiều đến ngân khố đất nước, ví dụ số 20 vạn xúc lụa chưa bằng 1/10 số lụa sản xuất được ở vùng Hàng châu, đó là chưa kể tới việc Tống có rất nhiều trung tâm sản xuất lụa ở khắp cả nước. Tuy nhiên, một vài ý kiến cho rằng số bạc, lụa dâng nạp làm tiêu hao ngân khố nhà Tống, đó là hệ quả phát sinh về sau, kể từ cuối thời Tống Nhân Tông, khi kinh tế triều Tống xuống dốc trầm trọng.
Ngoài ra, việc lập lại hòa bình lần đó có tác dụng giảm bớt thiệt hại do chiến tranh; thúc đẩy quan hệ giao thương và hợp tác giữa hai nước. Nước Liêu từ sau hòa ước Thiền Uyên, tích cực đẩy mạnh Hán hóa, dần dần đồng hóa với người Trung Quốc.
Tuy nhiên không thể không nhắc tới khuyết điểm của bản hòa ước. Phú Bật và Vương An Thạch nhận định rằng: Từ sau hòa ước Thiền Uyên, suốt ba triều Chân Tông, Nhân Tông, Anh Tông, nước Tống bãi chiến bỏ binh; quân đội ở Hà Bắc và Biện Kinh đều rơi vào cảnh "Võ bị giai phế", chỉ còn có quân ở Thiểm Tây khá hơn một chút do còn chiến đấu với Tây Hạ thường xuyên. Triều Tống ngay từ khi hoàn thành công cuộc thống nhất, và nhất là từ sau bản hòa ước này, binh bị không được chú trọng, thế nước giảm sút. Khi triều Kim hưng khởi và đánh Tống, thì chỉ trong vòng một năm, Bắc Tống đã diệt vong. Đối với Liêu (về sau còn có Kim và Nguyên) cũng vậy, việc đẩy mạnh Hán hóa sau bản hòa ước này cũng khiến cho người dân Khiết Đan từ bỏ lối sống du mục, chuyển sang phát triển nông nghiệp theo kiểu ở Trung Nguyên, cũng ảnh hưởng đến sức mạnh quân sự. Về sau Kim diệt Liêu, Bắc Tống; Mông Cổ diệt Kim, Thanh diệt Minh đều do vương triều sau nền văn minh chưa phát triển bằng vương triều trước, chỉ sống theo nghề cưỡi ngựa bắn cung, do đó có được lực lượng quân kị hùng hậu hơn.